# Приезжайте на Байкал
«Приезжайте на Байкал» — советская цветная музыкальная кинокомедия 1965 года режиссёра Вениамина Дормана по сценарию Бориса Медового.
Премьера состоялась 5 мая 1966 года. Фильм посмотрели 15,2 млн зрителей.

## Сюжет
Начальник райконторы Штанишкин решает показать лучшую технику, отдав образцово-показательную бригаду Калача. Когда к району приезжают кинооператоры для съёмки фильма о рыбаках, Штанишкин и Калач стараются создать впечатление успешной бригады. Однако рыбак Сеня Лапин перехитряет их, перехватывая операторов и приводя их к себе в бригаду.
Сенька с помощью бабки Мелитонихи и новой техники смогут получить большой улов, в то время как бригада Калача идёт на браконьерство ради выполнения плана. Благодаря старым записям и новой технике Сенька и его бригада разоблачают дутую славу соседей, и кинематографисты снимают сюжет для журнала «Фитиль».

## В ролях
- Любовь Стриженова — Валя Белых
- Станислав Хитров — Сеня Лапин
- Вера Васильева — Клавдия Акимовна Гальцова
- Евгений Шутов — Терентий Лукич Калач, председатель рыболовецкого колхоза
- Алексей Миронов — Борис Аристархович Штанишкин
- Лилия Крамская — рыбачка
- Варвара Попова — Мелитониха, бабуля-рыбачка
- Иван Рыжов — Игнат Фомич, завхоз, помощник Калача
- Светлана Швайко — Юлия Сергеевна, студентка консерватории
- Рудольф Рудин — Аркадий Васильевич, сценарист документальных фильмов
- Леонид Сатановский — Леонид, член съёмочной группы

## Съёмочная группа
- Режиссёр: Вениамин Дорман
- Сценарист: Борис Медовой
- Оператор: Константин Арутюнов
- Композитор: Никита Богословский
- Художник: Марк Горелик

## Съёмки
Съёмки велись на Байкале.